# زواج مختلط
الزواج المُختلط وهو شكل من أشكال الزواج، يكون فيه الأزواج ذو أجناس مُتعددة أو إثنيات عرقية أو ديانات مُختلفة، ومن المعروف أن الزواج المُختلط يواجه تحديات كثيرة لصعوبة التوفيق بين ثقافات أو ديانات البشر، كما يترتب على الزواج المُختلط إشكاليات عدة بين مُختلفي الجنسية، أبرزها نيل الجنسية وجنسية الأطفال والإرث.
في الماضي، تم حظر مثل هذه الزيجات في الولايات المتحدة وألمانيا النازية وجنوب إفريقيا في عهد الفصل العنصري باعتبارها زواجًا متجانسًا. في عام 1960، كان الزواج بين الأعراق محظورًا بموجب القانون في 31 ولاية أمريكية، وأصبح قانونيًا في عام 1967، بعد قرار المحكمة العليا للولايات المتحدة.

## في الثقافة

### الإيجابيات
- يُسهم الزواج المُختلط في تعريفك بثقافة أخرى وأوساط جديدة لم تكن مألوفة لديك.

- يُكسبك الزواج المختلط لغة جديدة وعادات جديدة ومصطلحات جديدة وملابس فلكلورية جديدة وأطعمة جديدة، وبالتالي أنت تتعرّف على عالم جديد بكل مكوّناته.
- عامل قوة للأبناء؛ إذ سيحظون على الأغلب بجنسية ثانية، ولغة ثانية، وعادات ثانية.
- سيبقى عامل التشويق قائماً في الزواج المختلط؛ إذ لن تكف عن اكتشاف الجوانب الجديدة كل حين، لا سيما إن كنت تختلط مع أهل الشريك وعالمه الثقافي وبيئته الأصلية. أنت بهذا تقلّل من احتماليات الملل إلى الحدود الدنيا.
- سيحظى أطفالك في الزواج المُختلط بفرص صحية جيدة من حيث الجينات والابتعاد عن الأمراض التي تنشأ من زواج الدوائر الضيقة والمتقاربة، بالإضافة لكون الأطفال من زواجات مختلطة يحظون بقدرات لافتة في مرات كثيرة وبمظهر مميز؛ نتيجة تمازج الجينات المختلفة، ويعزّز هذا ما سيختبرونه لاحقاً من تمازج ثقافيتين.[3]

### التحديات والصعوبات
- رفض العائلة من أهم صعوبات الزواج المختلط؛ ذلك أن كثير من العائلات ترفض فكرة أن يقترن أي من أبنائها أو بناتها ممن هم خارج دائرة العِرق والجنسية والدين.
- من تحديات وصعوبات الزواج المختلط كذلك ما ستعانيه من صور نمطية ستواجهها من عائلتك وعائلة الطرف الآخر، ومن المجتمع الذي تعيشان فيه، ولا تستغرب أنك كثيراً ما ستضطر لسماع تعليقات مستفزة أو استفسارات سمجة حول زواجكما المختلط. في الحقيقة هذه واحدة من أكبر سلبيات الزواج المختلط.
- تباعُد الصفات والخلفيات الثقافية من أهم وأوضح تحديات الزواج المختلط وصعوباته؛ ذلك أنه حين تبدأ عجلة الحياة في الدوران، فإنك ستكتشف أن كثيراً مما أخفته الرومنسية والمشاعر الجياشة من تباعد بينكما، هو موجود؛ ذلك أن كل منكما قد أتى من خلفية ثقافية ودينية وعِرقية مختلفة، بكل ما تحفل به هذه الخلفيات من تجارب. وإن لم يكن الصبر هو الأساس في العلاقة الزوجية وتقديم التنازلات الكثيرة أيضاً، فلربما يكون مصير الزواج المختلط هو الفشل.
- يرى البعض بأن الدين هو التحدي الأكبر في الزواج المُختلط، لا سيما حين يكون دين أحد الشريكين رافضاً للزواج من خارج الدائرة. يعدّ الدين واحداً من أبرز تحديات الزواج المختلط وصعوباته.
- مشاكل الطلاق والحضانة هي من أكثر سلبيات وصعوبات الزواج المختلط شيوعاً؛ ذلك أن كثيراً من حالات الطلاق الناتجة عن الزواج المختلط، تحمل في أتونها معارك ضارية بين الطليقين حول حضانة الأطفال، التي لن يسهل تنازل أي طرف عنها؛ خوفاً من انسلاخ الطفل عنه. وبالتالي، سيكون الأطفال هم الضحية الأبرز في حال فشل الزواج المختلط.
- ثمة من يشكو في حالة الزواج المختلط من واحدة من أكثر الصعوبات شيوعاً وهي الشعور بالانعزال وعدم الانخراط في الوسط الجديد، ويعود هذا في مرات لكون الشريك لم يتعلم لغة شريكه بعد، أو أنه لم يفهم طبيعة العادات والمعتقدات، أو لمجرد كونه يرغب بالاحتفاظ بهويته، فإن هذا كله يخلّف شعوراّ بالانعزال في مرات كثيرة.
- قد يعاني الشريكان في الزواج المختلط من تحدٍّ شائع، بل يعدّه المعظم من أكثر تحديات الزواج المختلط، وهو نبذ المجتمع للزوجين ومن ثم التنمّر على الأطفال الناتجين عن هذا الزواج، كما هو الحال في الزواج المختلط بين ديانتين، على وجه التحديد.[3]

## الدول

### تركيا
بحسب مركز الإحصاء التركي التابع للحكومة، زاد عدد الأجنبيّات المتزوّجات من أتراك في عام 2015 بنحو ألفَين، ليبلغ عدد هذه الزيجات 18 ألفاً و814. واللافت هذا العام هو زيادة نسبة العرائس السوريات، مع 19 في المائة أي ثلاثة آلاف و569 عروساً سورية، ثم الألمانيات بنسبة 14.3 في المائة (ألفان و695 عروساً).

### فرنسا
وفقًا للسجلات الرسمية لعام 1918 لزيجات الرجال الفيتناميين والفرنسيات، تزوج 250 رسميًا وكان 1363 من الأزواج يعيشون معًا دون موافقة الوالدين الفرنسيين ودون موافقة السلطات الفرنسية.
خلال الحرب العالمية الأولى، كان هناك 135,000 جندي في الهند البريطانية، وعددًا كبيرًا من الجنود في شمال إفريقيا، و 20,000 عامل من جنوب إفريقيا، وذهب الكثير من الرجال الفرنسيين إلى الحرب، تاركين وراءهم فائضًا من الإناث الفرنسيات، وكثير منهن أقاموا علاقات بين الأعراق مع الجنود غير البيض، وخاصة الهنود وشمال إفريقيا. سمحت السلطات البريطانية والفرنسية للجنود المسلمين الأجانب بالتزاوج مع فرنسيات محليات على أساس الشريعة الإسلامية، التي تسمح بالزواج بين الرجال المسلمين والمسيحيات. من ناحية أخرى، تم منع الجنود الهندوس في فرنسا من التزاوج على أساس نظام الطبقات الهندية.